# Saint-Yvoine
Saint-Yvoine est une commune française, située dans le département du Puy-de-Dôme en région Auvergne-Rhône-Alpes.
Ses habitants, au nombre de 555 au recensement de 2022, sont appelés les Saint-Ygognaires.

## Géographie

### Localisation
Perchée au sommet d'un pointement granitique, la commune de Saint-Yvoine domine l'Allier qui serpente à ses pieds. Elle se trouve à une altitude de 360 m et s'étend sur 800 hectares. Elle est composée du village principal et de deux petits hameaux, le Bas et la Ribeyre.
Six communes sont limitrophes de Saint-Yvoine :
|                                    | Yronde-et-Buron |        |
| Chadeleuf, Sauvagnat-Sainte-Marthe | Saint-Yvoine    |        |
| Pardines                           | Issoire         | Orbeil |

### Climat
Pour des articles plus généraux, voir Climat d'Auvergne-Rhône-Alpes et Climat du Puy-de-Dôme.
En 2010, le climat de la commune est de type climat océanique dégradé des plaines du Centre et du Nord, selon une étude du Centre national de la recherche scientifique s'appuyant sur une série de données couvrant la période 1971-2000. En 2020, Météo-France publie une typologie des climats de la France métropolitaine dans laquelle la commune est exposée à un climat de montagne ou de marges de montagne et est dans la région climatique  Nord-est du Massif Central, caractérisée par une pluviométrie annuelle de 800 à 1 200 mm, bien répartie dans l’année. 
Pour la période 1971-2000, la température annuelle moyenne est de 10,9 °C, avec une amplitude thermique annuelle de 16,4 °C. Le cumul annuel moyen de précipitations est de 732 mm, avec 8,4 jours de précipitations en janvier et 6,5 jours en juillet. Pour la période 1991-2020, la température moyenne annuelle observée sur la station météorologique de Météo-France la plus proche, « Issoire », sur la commune d'Issoire à 5 km à vol d'oiseau, est de 12,0 °C et le cumul annuel moyen de précipitations est de 610,7 mm,. Pour l'avenir, les paramètres climatiques de la commune estimés pour 2050 selon différents scénarios d'émission de gaz à effet de serre sont consultables sur un site dédié publié par Météo-France en novembre 2022.

## Urbanisme

### Typologie
Au 1er janvier 2024, Saint-Yvoine est catégorisée bourg rural, selon la nouvelle grille communale de densité à sept niveaux définie par l'Insee en 2022.
Elle est située hors unité urbaine. Par ailleurs la commune fait partie de l'aire d'attraction de Clermont-Ferrand, dont elle est une commune de la couronne,. Cette aire, qui regroupe 209 communes, est catégorisée dans les aires de 200 000 à moins de 700 000 habitants,.

### Occupation des sols
L'occupation des sols de la commune, telle qu'elle ressort de la base de données européenne d’occupation biophysique des sols Corine Land Cover (CLC), est marquée par l'importance des territoires agricoles (70 % en 2018), en diminution par rapport à 1990 (70,9 %). La répartition détaillée en 2018 est la suivante : terres arables (38,6 %), zones agricoles hétérogènes (26,1 %), forêts (24,6 %), zones urbanisées (5,4 %), prairies (5,3 %). L'évolution de l’occupation des sols de la commune et de ses infrastructures peut être observée sur les différentes représentations cartographiques du territoire : la carte de Cassini (XVIIIe siècle), la carte d'état-major (1820-1866) et les cartes ou photos aériennes de l'IGN pour la période actuelle (1950 à aujourd'hui).

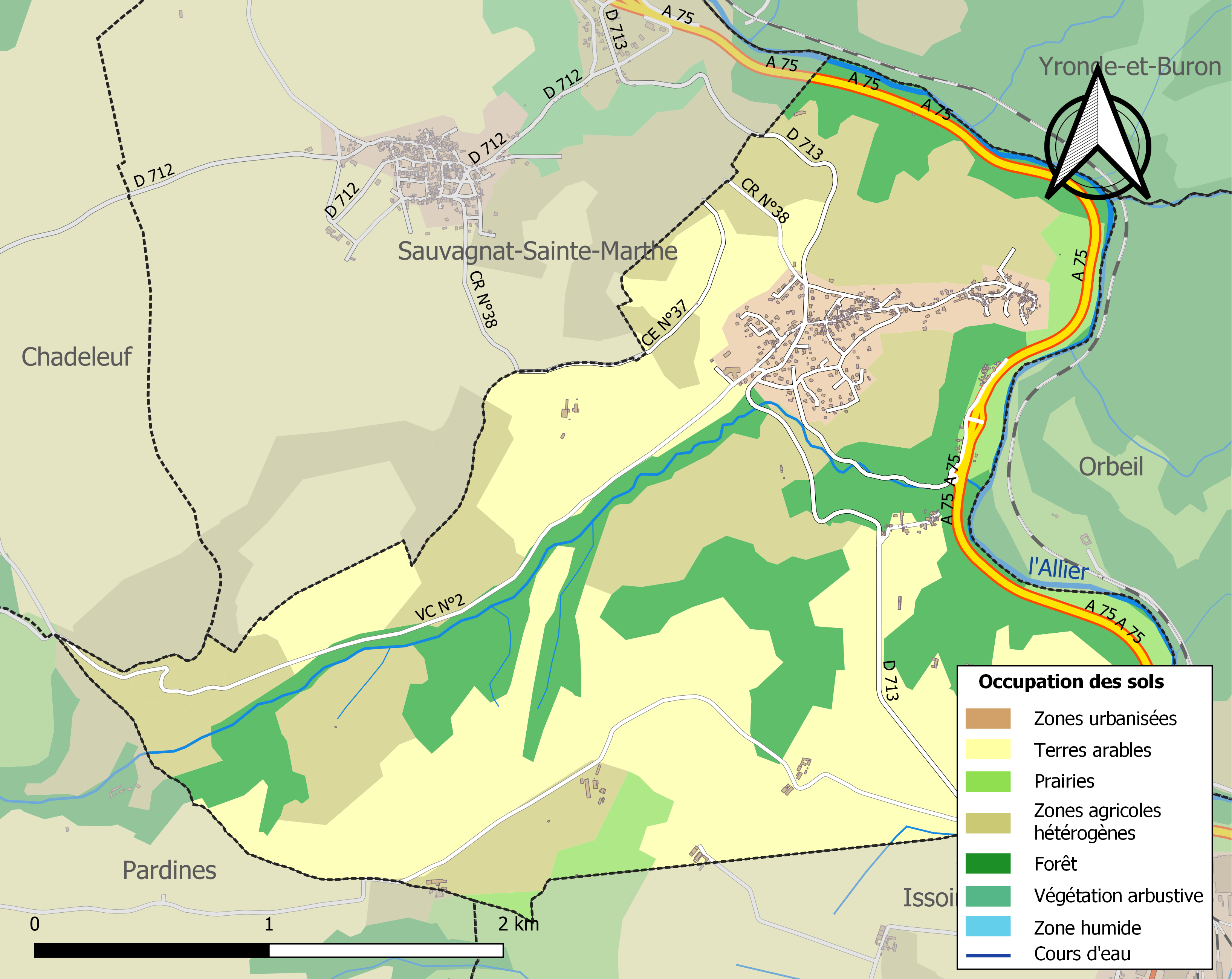
Carte des infrastructures et de l'occupation des sols de la commune en 2018 (CLC).

### Voies de communication et transports
La commune est desservie par l'autoroute A75, avec un échangeur sur son territoire (no 10), desservant le village de la Ribeyre, ainsi que par la route départementale 713 reliant Sauvagnat-Sainte-Marthe à Issoire.

## Toponymie
Le nom de la commune est Sent Igòni en occitan et se prononce [sẽⁿtiˈgɔɲᵊ] en occitan auvergnat. Ses habitants sont los Sentigoniaires ([ly sẽⁿtiguˈɲɛːʀi] localement). Cette appellation est d'ailleurs à l'origine du gentilé Saint-Ygognaires en français.

## Histoire
Ce site naturellement défensif constitua très tôt une terre de refuge, puisqu'au Xe siècle, des moines originaires du Poitou vinrent ici se mettre à l'abri des invasions normandes. On leur doit vraisemblablement la construction de la première abbaye d'Issoire. Lors des guerres de religion, le village et ses environs furent le théâtre de violents affrontements.
Le village a été appelé d'abord Pierre-Encize, puis Saint-Yvoine.[réf. nécessaire]
Au cours de la période révolutionnaire de la Convention nationale (1792-1795), la commune a porté le nom de Roche-sur-Allier.

## Politique et administration
| Période                                  | Période                         | Identité         | Étiquette | Qualité |
| ---------------------------------------- | ------------------------------- | ---------------- | --------- | ------- |
| Les données manquantes sont à compléter. |                                 |                  |           |         |
| 1989                                     | 1995                            | Nicole Cabanes   | SE        |         |
| 1995                                     | 2001                            | Guy Lagreulet    | Gauche    |         |
| 2001                                     | 2008                            | Nicole Cabanes   | SE        |         |
| 2008                                     | 2020                            | Jean-Paul Chanal | SE        |         |
| 2020                                     | En cours (au 15 septembre 2020) | Nathalie Dutheil |           |         |

## Population et société

### Démographie
Les habitants de la commune sont appelés les Saint-Ygognaires.
L'évolution du nombre d'habitants est connue à travers les recensements de la population effectués dans la commune depuis 1793. Pour les communes de moins de 10 000 habitants, une enquête de recensement portant sur toute la population est réalisée tous les cinq ans, les populations de référence des années intermédiaires étant quant à elles estimées par interpolation ou extrapolation. Pour la commune, le premier recensement exhaustif entrant dans le cadre du nouveau dispositif a été réalisé en 2006.

En 2022, la commune comptait 555 habitants, en évolution de −5,77 % par rapport à 2016 (Puy-de-Dôme : +2,1 %, France hors Mayotte : +2,11 %).
| 1793 | 1800 | 1806 | 1821 | 1831 | 1836 | 1841 | 1846 | 1851 |
| ---- | ---- | ---- | ---- | ---- | ---- | ---- | ---- | ---- |
| 588  | 437  | 683  | 642  | 629  | 640  | 547  | 543  | 356  |

| 1856 | 1861 | 1866 | 1872 | 1876 | 1881 | 1886 | 1891 | 1896 |
| ---- | ---- | ---- | ---- | ---- | ---- | ---- | ---- | ---- |
| 539  | 539  | 516  | 479  | 504  | 476  | 526  | 530  | 509  |

| 1901 | 1906 | 1911 | 1921 | 1926 | 1931 | 1936 | 1946 | 1954 |
| ---- | ---- | ---- | ---- | ---- | ---- | ---- | ---- | ---- |
| 454  | 397  | 392  | 310  | 280  | 306  | 271  | 265  | 302  |

| 1962 | 1968 | 1975 | 1982 | 1990 | 1999 | 2006 | 2011 | 2016 |
| ---- | ---- | ---- | ---- | ---- | ---- | ---- | ---- | ---- |
| 412  | 397  | 355  | 363  | 364  | 372  | 445  | 541  | 589  |

| 2021 | 2022 | - | - | - | - | - | - | - |
| ---- | ---- | - | - | - | - | - | - | - |
| 572  | 555  | - | - | - | - | - | - | - |